# Valentín Uriona Lauciriga
Valentín Uriona Laucirica (Muxika, 29 d'agost de 1940 - Sabadell, 30 de juliol de 1967) va ser un ciclista espanyol que fou professional entre 1961 i 1967, en què aconseguí 29 victòries.
En el seu palmarès destaquen algunes victòries com la Milà-Torí o el Dauphiné Libéré de 1964. També compte amb triomfs d'etapa a la Volta a Espanya i Catalunya.
Va participar en cinc edicions del Tour de França, sent el seu millor resultat el 13è lloc assolit 1965. A la Volta a Espanya els millors resultats foren la 6a posició aconseguida el 1966 i la 7a el 1964, a més de liderar la prova durant deu dies el 1966.
Va morir el 30 de juliol de 1967 com a conseqüència d'una caiguda durant la disputa del Campionat d'Espanya de ciclisme en ruta masculí, a Sabadell.

## Palmarès
- 1961
  - 1r al Gran Premi Iurreta
- 1962
  - Campió d'Espanya de Regions de Contrarellotge, amb Biscaia
  - 1r a Urretxu
  - Vencedor de 2 etapes al Circuit de Torrelavega
  - Vencedor d'una etapa a la Volta a Catalunya
  - Vencedor de 2 etapes al Circuito Montañés
  - Vencedor d'una etapa a la Volta a la Gran Bretanya
- 1963
  - 1r al Gran Premi de Laudio
  - Vencedor d'una etapa a la Volta a Espanya
  - Vencedor d'una etapa a la Volta a Catalunya
- 1964
  - 1r a la Milà-Torí
  - 1r al Critèrium del Dauphiné Libéré
  - 1r al Gran Premi de Tafalla
  - Vencedor d'una etapa a la Volta a Catalunya
  - Vencedor d'una etapa a la Volta a Llevant
  - Vencedor d'una etapa a la Volta a Àvila
- 1965
  - 1r al Gran Premi de Villabona
  - Vencedor de 2 etapes a la Volta a Catalunya
- 1966
  -  Campió d'Espanya de Muntanya
  - Campió d'Espanya de Regions de Contrarellotge, amb Biscaia
  - Vencedor d'una etapa a la Volta a Espanya
  - Vencedor d'una etapa a la Volta a Llevant
- 1967
  - 1r a la Volta a Mallorca i vencedor de 2 etapes
  - Vencedor d'una etapa a la Vuelta a los Valles Mineros

### Resultats a la Volta a Espanya
- 1963. 18è de la classificació general. Vencedor d'una etapa
- 1964. 7è de la classificació general
- 1965. Abandona
- 1966. 6è de la classificació general. Vencedor d'una etapa
- 1967. 31è de la classificació general

### Resultats al Tour de França
- 1963. 50è de la classificació general
- 1964. Abandona (3a etapa)
- 1965. 13è de la classificació general
- 1966. 14è de la classificació general
- 1967. Abandona (13a etapa)